# Бивень (фильм, 2014)
«Би́вень» (англ. Tusk) — комедийный боди-хоррор режиссёра Кевина Смита, основанный на одном из эпизодов SModcast. Это первый фильм из «Канадской трилогии», куда также входит фильм «Йоганутые» (2016) и невышедшие «Лосиные челюсти».

## Сюжет
Подкастеры Уоллес Брайтон и Тедди Крафт обсуждают видео, герой которого случайно отрубил себе ногу катаной. Уоллес прибывает в Канаду, чтобы взять у него интервью, но узнаёт, что тот покончил с собой. Расстроенный от несостоявшегося интервью, Уоллес проводит ночь в баре, выпивая. В туалете этого заведения он находит странное объявление, в котором говорится, что один старый человек без какой-либо платы за ночлег поделится своими историями из жизни. Уоллес решает, что лучше что-то, чем ничего, звонит этому мужчине и договаривается о встрече.
Найдя особняк в глубоком лесу, Уоллес встречается с Говардом Хау, стариком на инвалидном кресле, который приглашает его в дом. За чашкой чая Хау, в прошлом моряк, рассказывает о своей жизни. В одной из экспедиций по охоте на акулу корабль столкнулся в Анадырском заливе с айсбергом и потерпел крушение. Из ледяной воды Хау спас морж, принявший человека за необычного сородича. Хау назвал моржа «Мистер Бивень». С тех пор старик почитает моржа наивысшим созданием на земле.
После нескольких чашек чая Уоллес теряет сознание. Очнувшись и придя в себя, американец находит себя в инвалидном кресле с одеялом, прикрывающим его ноги. Скинув одеяло с ног, он в ужасе видит, что одна нога ампутирована ниже колена. Хау показывает ему, что умеет ходить и открывает ему, что собирается сделать с ним: старик воссоздаёт своего спасителя-моржа и хочет дать ему второй шанс на жизнь. Уоллес понимает, в какую передрягу он попал, но не может сбежать. Он успевает отправить сообщение своей девушке Эллисон и коллеге Тедди (которые в этот момент спят вместе), что какой-то сумасшедший в особняке в лесах Виннипега удерживает его и уже отрезал ему ногу. В этот момент Хау вырубает его и телефон выпадает у него из рук. Эллисон и Тедди незамедлительно летят в Канаду, где детектив Гармин сообщает им, что никакого Говарда Хау не существует, но вспоминает бывшего полицейского, который увлечён неким серийным убийцей.
Когда Уоллес приходит в себя, то вторая нога также ампутирована, руки от плеч до локтей пришиты к рёбрам, и части зубов во рту уже нет. Тогда старик начинает по-настоящему рассказывать парню, который уже только мычит, о своей полной трагедий жизни. В маленьком возрасте перед его глазами грабители убили его родителей, а его самого отправили в приют, а затем в детскую психбольницу. Там его «навещали» и насиловали священники и политики. Ему удалось сбежать оттуда в США, где он попал на корабль.
Следуя совету Гармина, Эллисон и Тедди встречаются с бывшим инспектором, сейчас детективом-любителем Ги Лапуэнтом, который уже несколько лет ищет серийного убийцу, который калечит своих жертв, отрубая им ноги и пришивая руки к туловищу. По версии детектива, он убил уже 23 человека, а мать одного из жертв по характеру повреждений предположила, что маньяк пытался сделать из её сына монстра. Втроём они отправляются на поиски. Им удаётся найти адрес Хау благодаря двум девушкам, работающим в магазинчике Eh-2-Zed, которые последними видели Уоллеса и хорошо его запомнили, так как он — американец.
Чтобы ввести Уоллеса в состояние моржа, Хау спускает его в подвал, где он сделал бассейн, оборудовав его мини-скалами и звуком океана. Он начинает называть его «Мистер Бивень», как называл спасшего его моржа. В слезах, мыча, в шкуре моржа из сшитых кусков человеческой кожи, натянутой на тело, и с бивнями, пришитыми во рту к челюсти (бивни сделаны из обточенных костей ампутированных ног), Уоллес на цепи лежит около бассейна. Хау говорит ему, что моржи не могут плакать. Он толкает его в воду, чтобы Уоллес научился плавать. Он начинает тонуть и на дне бассейна видит свою судьбу — уже разложившийся труп без ног с бивнями во рту. Он пытается плыть на поверхность. Хау нравится настырность его моржа. Старик кидает рыбу, которую Уоллес после некоторого замешательства съедает.
Хау заканчивает рассказ о спасшем его морже: от голода ему пришлось убить и съесть своего спасителя, как раз незадолго до того, как его нашёл близ проходящий корабль. Осуждая себя и человечество, Хау одержим идеей не только воссоздания моржа, но и дарованием ему второго шанса — победить человека. Хау также надевает костюм моржа и начинается битва между ним и Уоллесом. После изнурительной битвы старик встаёт, снимает костюм моржа и готовится убить Уоллеса. Но Уоллес протыкает старика бивнями. В это время Эллисон, Тедди и Ги врываются в подвал. Картина, которую они видят, приводит их в шок.
Спустя год. Зоопарк. Эллисон и Тедди заходят в один из отсеков и выходят на мостик, кидают рыбу вниз. Внизу слышится всплеск воды. Из специального домика выходит морж-Уоллес, окончательно утративший в себе человеческое начало. Эллисон признаётся ему, что по-прежнему его любит. Она вспоминает, как дедушка говорил ей, что слёзы не нужно держать в себе, ибо плач отличает нас от животных. Морж-Уоллес настораживается и поднимает голову. Эллисон уходит вместе с Тедди. Уоллес плачет.

## В ролях
- Майкл Паркс — Говард Хау
- Джастин Лонг — Уоллес Брайтон
- Хэйли Джоэл Осмент[5] — Тедди Крафт
- Генезис Родригес[5] — Элли Леон
- Джонни Депп[6] — Ги Лапуэнт
- Ральф Гармен — канадский детектив Фрэнк Гармен
- Харли Моренштейн — канадский пограничник
- Дженнифер Швалбах-Смит — официантка
- Харли-Квинн Смит[7] — Коллин Маккензи (девушка-клерк №1)
- Лили-Роуз Мелоди Депп[7] — Коллин Коллетт (девушка-клерк №2)
- Эшли Грин — покупательница в круглосуточном магазине
- Дуг Бэнкс — Kill Bill Kid
- Мэтт Шайвли — Говард Хау в молодости
- Зак Кнутсон — Эрнест Хемингуэй

## История создания
Идея для кино появилась во время записи 259 серии SModcast «Морж и плотник». В эпизоде Смит с его давним другом и продюсером Скоттом Мосье обсуждают объявление на сайте Gumtree.com, в котором домовладелец предлагает бесплатное проживание, если квартирант согласится одеться как морж. Обсуждение продолжалось почти час, потраченный на восстановление и рассказывание гипотетической истории, основанной на объявлении. Смит предложил своим подписчикам в Твиттере твиттить «#WalrusYes», если они хотят, чтобы их история превратилась в фильм, или «#WalrusNo», если они не хотят этого. Подавляющее большинство подписчиков проголосовали за съёмку фильма. В действительности пост на Gumtree был шуткой поэта и пранкера из Брайтона Криса Паркинсона. Он оказался большим поклонником Смита и заявил, что с радостью принял бы участие в производстве картины. Кевин Смит в конечном счёте нанял Паркинсона в качестве продюсера.
Смит написал сценарий на 80 страниц, ожидая одобрения Боба Вайнштейна на запуск «Клерков 3». Фильм первоначально был назван «Морж и плотник». Фильм снимался в Бифросте, Манитоба, Канада.
Фильм первоначально должен был быть произведён «Blumhouse», но из-за ускоренного графика Смита «Бивень» был в конечном счёте профинансирован «Demarest Films». Смит запланировал дебютный показ фильма на фестивале Сандэнс, но позже это было изменено, чтобы можно было полноценно закончить картину.
Смит был взволнован созданием «Бивня», говоря «Я хотел написать сценарий без религиозной или сексуальной подоплёки, чтобы снять странный маленький фильм, без призыва к оружию и манифестов о самоопределении. Я просто хотел снять Майкла Паркса в fucked up истории, где он мог рассказать что-нибудь из Льюиса Кэрролла и „Сказание о старом мореходе“ нищему, одетому в костюм моржа».
Дистрибьютор фильма — «A24».

## Съёмки
Съёмки фильма начались 4 ноября 2013 года и закончились 22 ноября 2013. Начало работы было перенесено с сентября на октябрь, а позже на ноябрь из-за местоположения съёмок, растянутого от Канады до Северной Каролины. Ещё два дня съёмок проходили в Лос-Анджелесе для сцен, в которых задействован персонаж Ги ЛаПуэнт, которого сыграл Джонни Депп.

## Выпуск

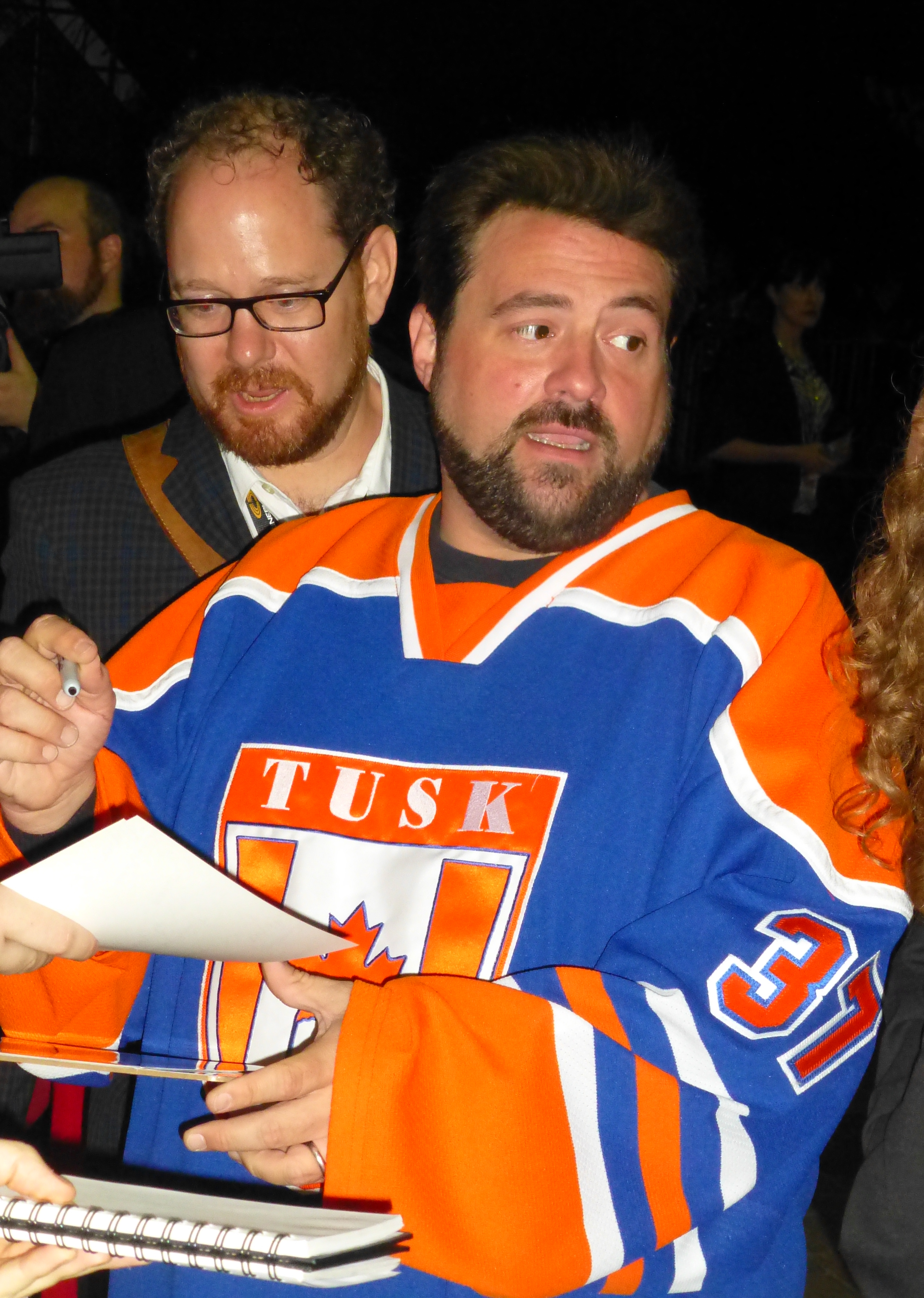
Смит на премьере фильма на кинофестивале в Торонто

Мировая премьера фильма состоялась на Международном кинофестивале в Торонто, где он был показан как часть «Полуночного безумия» и получил главным образом положительные отзывы. В кинотеатрах «Бивень» был показан 19 сентября 2014 года.

## Критика
«Бивень» получил смешанные обзоры критиков. На Rotten Tomatoes фильм держит рейтинг 46 %, основанных на 137 обзорах, со средним рейтингом 5,6 из 10 возможных. На Metacritic фильм получил 55 баллов из 100 по мнению 33 критиков, что указывает на «смешанные или средние отзывы».
«The Guardian» оценила фильм на 4 из 5 звёзд, похвалив Смита за то, что он вернулся к своему «язвительному стилю». Рот Корнет из IGN дал фильму 8 баллов из 10 и заявил: «Забавный, странный, тревожный, а иногда и кровавый — это Кевин Смит в своих лучших проявлениях».
В своём обзоре для The Seattle Times Эрик Лундегор поставил фильму 0 звёзд из 4, заявив: «Основанный на одном из собственных подкастов Смита — это самый отвратительный и бессмысленный фильм, который я когда-либо видел. Акцент на бессмысленном. Половину фильма меня тошнило».

## Спин-офф
Перед выпуском «Бивня» Смит рассказал, что он написал продолжение фильма под названием «Йоганутые», в котором снимутся актёры из первого фильма. 19 августа 2014 года Борис Кит из «The Hollywood Reporter» рассказал более подробную информацию о фильме. «Йоганутые» будет приключенческим фильмом и вторым в «Канадской трилогии». Главные роли в фильме будут играть дочь Деппа Лили-Роуз и дочь Смита Харли Квинн. Так же в фильме снимутся Тони Хэйл, Наташа Лионн, Остин Батлер, Адам Броди, Тайлер Пози и Джейсон Мьюз. «StarStream Entertainment» профинансирует и спродюсирует фильм, в то время как «XYZ Films» продаст иностранные права на Кинофестивале в Торонто.